# نبرد آرافا
نبرد آرافا در سال ۶۱۶ پ.م بین نیروهای امپراتوری آشوری نو از یکسو و نیروهای متحد بابلی-مادی 
از سوی دیگر رخ داد.  نبوپلسر پادشاه بابل با کمک سایر نیروهای شورشی موفق شد تا آشوریان را به سمت زاب کوچک بازگرداند و بسیاری از اسب‌ها و ارابه‌های آشوری را به اسارت درآورد. سال بعد، هووخشتره ، پادشاه پادشاهی ماد، به همراهی بابلیان آشوریان را شکست داده و آراپخا (آرافا) را فتح کردند.